# Aliança pelo Futuro do Kosovo
O Aliança pelo Futuro do Kosovo (Em Albanês: Aleanca për Ardhmërinë e Kosovës, AAK) é um partido político de Kosovo. Foi fundado em 2001, e tem suas raízes no Exército de Libertação do Kosovo (ELK)    